# بني عاطف (جحانة)

تعديل مصدري - تعديل

بني عاطف هي إحدى قرى عزلة حضر بمديرية جحانة التابعة لمحافظة صنعاء، بلغ تعداد سكانها 539 نسمة حسب تعداد اليمن لعام 2004.